# Таловские чаши
Таловские чаши (Таловые чаши, Известковые чаши) — известковые образования в форме чаш, наполненные водой. Государственный памятник природы в Томской области, в 40 км к юго-востоку от Томска, близ истока речки Таловка. Здесь же рядом с объектом с XIX века и до конца 1960-х гг. находилась деревня Таловка Межениновского сельсовета. Ближайший населённый пункт — посёлок-станция Басандайка ныне Межениновского сельского поселения.

## Описание
Таловские чаши расположены на территории Томского выступа палеозойского фундамента.
Более точные координаты объекта:
- 4,51 км с-з-з станции Басандайка;
- 3,94 км ю-з-з ж.д. платформы «ОП 38-й км»;
- 2,76 км ю-ю-з ж.д. платформы «ОП 41-й км»;
- 3,94 км восточнее пос. Заречный.

Речка Таловка протекает с северной стороны площадки Таловских чаш. Чуть южнее площадки — один из истоков Берёзовой речки (приток р. Басандайки).
Известковые образования, по форме похожие на чаши, достигают в высоту 1 м и состоят из известнякового туфа (травертина). Чаши сформировались благодаря выходу на поверхность земли вод, насыщенных известью. В состав стенок чаш также входит бернессит, придающий им землистый цвет. Бернессит — достаточно редкий минерал, представляющий собой оксид марганца сложного состава. Это вторая достоверная находка бернессита на территории России.
Таловские чаши расположены на небольшой заросшей поляне в лесу, на площади около 300 м². Все чаши имеют овальную форму. Всего в группе Таловских чаш известно 4 крупных чаши и 3 (по некоторым данным — 5) мелких. Самая большая из них в ширину около 2 м, в длину — около 3,5 м и в глубину — до 2 м, её стенки достигают 0,5 м и их толщина увеличивается к основанию; три других — в диаметре от 0,5 до 1,5 м, мелкие чаши в диаметре не более 0,5 м. Чаши постоянно наращиваются за счёт переливающейся через край воды, которая откладывает новые слои соли.
Каждая чаша имеет устье, откуда вытекает избыточная вода. Дебит главного источника составляет примерно 1 л/с (литр в секунду). При этом у одной из чаш вода продолжает течь по известковому жёлобу ещё порядка 10 м, то есть вода стекает не по низинке, а, напротив, по возвышению. Вода слабоминерализованная, магнезиально-кальциевая, гидрокарбонатная, температура держится на уровне +5…+6 °C, зимой не замерзает. В народе считается, что вода помогает при глазных и кожных болезнях, а также заболеваниях желудочно-кишечного тракта.
Помимо Таловских чаш известны Сухореченские и Берёзовские чаши.

## Правила поведения
Областным государственным учреждением «Облкомприрода» сформулированы основные правила поведения на территории Таловских чаш.
Запрещается:
- загрязнение воды;
- замусоривание территории;
- рубка деревьев;
- разрушение стенок чаш.

Поэтому не следует опускать в воду посторонние предметы, в том числе бросать монеты, мыть руки и лицо, вставать на стенки чаш, а мусор лучше увезти с собой.

## Туризм
Подойти к Таловским чашам можно пешком, на велосипеде или лыжах. Длина тропы к юго-западу от железнодорожной платформы «Площадка 41 км» чуть более 3,5 км. Для разнообразия, чтобы не возвращаться назад своим путём на станцию, туристы путешествуют ещё 5 км от Таловских чаш до станции Басандайка. Тогда весь туристский маршрут похода выходного дня составит около 9 км.

## Интересная особенность
Не следует путать Таловские чаши на территории Межениновского сельского поселения с полностью аналогичными Сухореченско-таловскими известковыми чашами, расположенными в 10 км (по прямой по карте) на северо-восток от Таловских: это также территория Межениновского сельского поселения и также рядом с речкой Таловкой, но уже другой Таловкой (приток Берёзовой речки), одной из нескольких рек Томского района с названиемТаловка.